# Lindsey (Ohio)
Lindsey és una població dels Estats Units a l'estat d'Ohio. Segons el cens del 2000 tenia 504 habitants.

## Demografia
Segons el cens del 2000, Lindsey tenia 504 habitants, 199 habitatges, i 148 famílies. La densitat de població era de 126,4 habitants per km².
Dels 199 habitatges en un 34,2% hi vivien nens de menys de 18 anys, en un 63,8% hi vivien parelles casades, en un 6,5% dones solteres, i en un 25,6% no eren unitats familiars. En el 23,6% dels habitatges hi vivien persones soles el 14,1% de les quals corresponia a persones de 65 anys o més que vivien soles. El nombre mitjà de persones vivint en cada habitatge era de 2,53 i el nombre mitjà de persones que vivien en cada família era de 3,01.
Per edats la població es repartia de la següent manera: un 25,2% tenia menys de 18 anys, un 6,9% entre 18 i 24, un 29,6% entre 25 i 44, un 24,2% de 45 a 60 i un 14,1% 65 anys o més.
L'edat mediana era de 38 anys. Per cada 100 dones de 18 o més anys hi havia 92,3 homes.
La renda mediana per habitatge era de 45.781 $ i la renda mediana per família de 53.889 $. Els homes tenien una renda mediana de 33.125 $ mentre que les dones 25.208 $. La renda per capita de la població era de 21.737 $. Aproximadament el 5,3% de les famílies i el 5,7% de la població estaven per davall del llindar de pobresa.

## Poblacions més properes
El següent diagrama mostra les poblacions més properes.